# András Both de Bajna
baron András Both de Bajna (en hongrois : bajnai Both András, en croate : Andrija Bot od Bajne, en latin : Andreas Both de Bayna) dit aussi András de Lábatlan († 13 septembre 1511, royaume de Hongrie) est un général et un homme politique du royaume de Hongrie qui fut notamment ban de Croatie. Magnat magnificus de Hongrie, baron du royaume.
Il reste célèbre pour avoir été ban, c'est-à-dire vice-roi, de Croatie, Slavonie et Dalmatie à plusieurs reprises :  du 12 octobre 1505 jusqu'au 12 janvier 1508 puis de 1510 jusqu'au 13 septembre 1511 où il meurt en fonction. Il est ban de facto entre 1508 et 1509.

## Biographie
Membre de la famille Both sortit du clan Czorna, il est le fils de István Both de Bajna, chevalier, homme du roi (homo regius), seigneur de Bajna et autres lieux.

### Sous les Corvins
András commence apparemment sa carrière, avec ses frères, au service de la famille Ujlaki. Chambellan royal (kiraliy cubicularius) en 1481, il est cité en 1483 comme aulicus (« courtisan »,  kir. udvar tagja en hongrois), főispán de Zemplén et várnagy de Sztropkó et mène, à ces titres, campagne contre les Perény. Il combat en 1487 aux côtés de László Egervári en Autriche. En 1488, sur ordre de Matthias, il défait le prince Victor de Poděbrady, occupe ses domaines et prend possession des châteaux de Medvevár, Rakonok et Lukavec (près Zagreb), ainsi que Gradec, et ce jusqu'en en août 1491, date à laquelle il les rendra au prince Corvin auquel il prêta allégeance, et en échange du château de Szklabinya (de). En 1494, il rend également au prince les forteresses de Nagykemlék et de Likava en échange de vingt mille forints qu'il reçoit en gage du roi Mátyás.

Membre de la célèbre Armée Noire, général en chef (hadvezér), conseiller privé (bizalmas híve) de Matthias, il est un chef militaire populaire et commande sous sa propre bannière (Zászlósúr ou banderium). Selon l'historien Antonio Bonfini, Matthias appréciait beaucoup son lieutenant « travailleur, enthousiaste et rusé ». A la mort du souverain, André Both rejoint le parti du duc (Jean Corvin) conformément à son serment, puis le 8 décembre 1490, comme capitaine de Zagreb, s'allie en son nom et en celui de ses compagnon (notamment les frères Sigismond et János II Ernuszt, et Miklós Hédervari), à Maximilien, alors roi des romains. Il conserve son rôle de « commissaire du gouvernement » (Kormánybiztos en hongrois) même pendant la période jagellonne. Il est par ailleurs fait référence au fait qu'il s'empare en 1493 des domaines d'István Csupor de Monoszlói, décédé sans héritier. Alispán de Bodrog en 1495, il est ispán de Zala, en 1497-1498.
Toujours selon Bonfini, il joue un rôle important dans la réconciliation du roi Ulaszló et du prince Lőrinc Újlaki (en). Honoré du titre héréditaire de baron du royaume en 1498, il négocie comme ambassadeur la même année à Cracovie. On le retrouve en 1502 parmi les « orateurs » envoyés à Venise pour accueillir la reine Anne.
La mort de Jean Corvin en 1504 révèle les difficultés que présentait le gouvernement de Croatie-Dalmatie. Ferenc Balassa (hu) est démis et Márk Mislenovich (†1508) est nommé aux côtés de Both.

### Conflits internes
André Both séjourne est à Buda en novembre 1507, non pas cette fois en tant que membre du conseil royal, mais comme accusé: le prince Bertalan de Münsterberg (de), fils du duc Victor de Poděbrady, le traduit en justice devant le Juge royal Péter Szentgyörgyi en raison de son "occupation" des terres et château de Siklós, dont les protagonistes seraient étonnement tous deux rentrés en possession en toute légalité. Il est surprenant de constater que le Juge royal condamne Both à la peine de mort par décapitation pour abus de pouvoir et le fait mettre aux arrêts sur place. Both fait immédiatement appel au roi qui, après une longue délibération, confirme le verdict. L'affaire prend alors une tournure singulière : avec l'aide de l'archevêque d'Esztergom Tamás Bakócz, de l'archevêque de Kalocsa Gergely Frangepán (hu), de l'évêque de Pécs et chancelier György Szatmári (hu), de l'ispán de Temes Józsa Somi, du Maître du trésor Balázs Ráskai, du Grand écuyer Mózes Buzlai et du várnagy de Buda János Bornemissza, le palatin de Hongrie Imre Perényi orchestre la libération d'András Both, notamment en cédant au prince (Münsterberg) son propre domaine de Makovica. En retour, Both, « sentant l'approche d'une mort amère (cum acerbe necis sueproximum videret suspirium), et choisissant la vie plutôt que la décadence et la destruction », promet au palatin de lui remettre le château de Siklós avec toutes ses dépendances le jour de la Sainte Lucie. Pour ne pas laisser dormir sous un toit étranger Both et son épouse Anna, née Csáky, l'une de ses parentes, Perényi, grand prince, annonce qu'il compte leur prêter son château de Fülek jusqu'à la Ste-Lucie.. 

Soulignons que ce procès et sa conclusion sont plus qu’étranges. Tout d'abord, il n'était pas d'usage, en temps de paix, de condamner un ban en poste à la perte de sa tête et de ses biens pour simple tyrannie. Concernant la seigneurie de Siklós, elle fut donnée au prince Corvin après l'extinction des Garai en 1482, qui la donna légalement en 1495 à André Both. Siklós n’aurait en vérité jamais été entre les mains de Victor Podjebrád ou de son fils Bertalan. La liste des seigneurs et grands prélats qui sont intervenus en faveur de Both, à savoir les principaux hommes d’État de l’époque, donne également à réfléchir. On peut établir sans risque qu'il ne s'agit pas d'un cas ordinaire d'usurpation. Il est à noter que les plaignants, le prince Bertalan et le palatin Perényi, avaient des raisons d'être en colère contre le bán : même si Both n'était qu'un instrument du roi, il semble que ses anciennes « victimes » ne lui aient pas pardonné.

Sans surprise Both ne respecte pas l'accord forcé humiliant et ne remet pas Siklós à Perényi le 13 décembre 1507. Le Palatin n'attendait que cela : le roi Vladislas II remplace le ban Both par György Kanizsai et Ernuszt (cités le 4 janvier 1508) et Perényi rassemble une armée pour occuper son domaine par la force. Both refuse sa destitution et les nouveaux Báns ne peuvent totalement prendre le pouvoir. Fin décembre 1507, András Both et son co-ban Márk Horváth ordonnent à leurs vice-bans d'inviter la noblesse slave à Körös afin d'organiser la mobilisation face au Palatin Perényi. De plus en plus isolé, Both finit par céder Siklos. En remplaçant Both et en s'emparant de Siklós, Perényi considère pour sa part l'affaire réglée. Mais le nouveau ban Kanizsai se rend compte bientôt de son rôle ingrat : sans argent ni soldats du roi pour occuper le banat il ne peut gouverner et Both reste Ban de facto. Enuszt apparait encore plus inactif que Kanizsai. Ulaszló leur ordonne en effet directement de ne pas s'impliquer dans un conflit avec les bans Both et Horváth. Le roi et les membres les plus modérés de son conseil espèrent alors encore une solution pacifique. 

La différence par rapport à la crise d’une décennie plus tôt est qu’András Both, contrairement à Corvin, ne renonce pas à la gouvernance de la Slavonie ni aux impôts qui en découlent, ce qui rendait pratiquement impossible une résolution pacifique au conflit. Both exerce ainsi le pouvoir dans les régions méridionales (Otočac, Senj et le littoral croate), et siège à Otocsán. Il y publie des documents glagolitiques réglant des différends entre nobles croates. Dans ces documents, il est mentionné comme "Andrijaš Bot de Bajne, ban de Dalmatie, Croatie et Slovénie et capitaine de Senj" (Andrijaš Bot z Bajne, Dalmacije, Hrvacke i slovinski ban i kapetan senjski).

### Guerres avec Venise
András Both fit la guerre à Venise, comme allié de l'empereur Maximilien, mais aussi à son propre compte.
On sait que l'empereur Maximilien s'est adressé pour la première fois au roi de Hongrie Ulászló en mars 1508 avec un projet d'alliance européenne contre Venise, avec la perspective de reconquérir la Dalmatie. Le souverain hongrois resta inflexible et l'ambassadeur vénitien à Buda informa la Sérénissime de son refus au moment même où le conflit opposait András Both et le Palatin Perényi.
Le 10 décembre 1508 les ambassadeurs français et impériaux concluent la Ligue de Cambrai, ce qui porte la crise gouvernementale du conflit personnel entre Imre Perényi et András Both, mais toujours d'importance locale, à une dimension internationale. Bien que l'objectif déclaré de la Ligue soit la guerre contre les Ottomans, elle vise en réalité la destruction de Venise. Bien que secrète, la clause anti-vénitienne de la Ligue rend la république méfiante et se prépare à la guerre. C'est dans ce contexte qu'elle entame qu'au mois de février 1509 des négociations non seulement avec les comtes croates, mais aussi avec András Both. Les envoyés croates d'András Both arrivent à Venise le 1er mars pour confirmer l'accord de la part de leurs seigneurs, selon lequel Both se propose d'enter au service de la Sérénissime. Ces négociations n'ont pas abouties.
Par la suite, Both et Bernardin Frankopan (en) apportent leur aide aux troupes de l'empereur contre la république de Venise en 1509. Il ne fait en effet pas de doute que le Ban Both tenait deux fers au feu et attendait juste que l’équilibre des pouvoirs s’éclaircisse.
La victoire des français sur l'armée vénitienne lors de la bataille d'Agnadel le 14 mai 1509 faillit donner aux événements une tournure décisive. Le pape Jules II et Ferdinand d'Aragon, qui ont plus peur de la conquête française que de Venise, commencent immédiatement à travailler secrètement à la dissolution de la ligue. La grave défaite des Vénitiens place la question de la Dalmatie dans une tout autre dimension. Les envoyés français et impériaux à Prague exhortent le roi de Hongrie Ulaszló à rejoindre la Ligue, tandis que le pape souligne qu'après la défaite des Vénitiens « schismatiques » les Alliés se retourneraient contre les Ottomans. Parmi les hommes d'État hongrois, le primat de Hongrie Tamás Bakócz fut le seul à défendre Venise, soit par clarté politique, soit par corruption. La diplomatie vénitien laisse ouvertement entendre que si la Hongrie rejoint les ennemis de la république, elle mobilisera les Turcs contre elle. Elle envoie Pietro Pasqualigo (de) comme ambassadeur en Hongrie à la fin de 1509 avec le tâche de l'empêcher de rejoindre la Ligue. Both le rencontre à Bihać avec 150 cavaliers, l'assure de son amitié et lui remet un sauf-conduit (salvus conductus).
L'armée impériale franchit la frontière vénitienne le 1er juin 1509 et prend Vérone, Vicence et Padoue aux Vénitiens paralysés, sans frapper un coup d'épée. András Both attaque Krk, pénètre en Istrie jusqu'à Labin et garde Rijeka qui est reprise par les Vénitiens quelques mois plus tard. À la fin du mois de mai 1509, Both rassemble deux cents cavaliers à Bihác, puis traverse les montagnes et s'unit à Frankopan et Angelo. Avec 350 cavaliers et 1500 fantassins, Both prend Fiume en juin 1509. De Fiume, Both se rend chez l'empereur, ce qui confirme qu'il a mené toute l'action en tant que mercenaire de ce dernier. Les Vénitiens reprennent Padoue le 17 juillet 1509. En réaction les partisans de l'empereur donnent un exemple cruel, qui freina certainement l'enthousiasme des partisans de l'Empereur en Hongrie. Après la défense réussie de Padoue, les Vénitiens lancent une contre-attaque et reprennent en grande partie les conquêtes estivales de l'empereur, attaquent Fiume depuis la mer et se vengent sans pitié de la population de la ville. Malgré les succès militaires, la république entame ensuite des négociations avec l'Empereur Maximilien.
Both se réconcilie avec le roi en 1510 et occupe officiellement le poste de Ban jusqu'à sa mort le 13 septembre 1511. Lorsque les troupes turques pillèrent les villes de Frankopan de Ribnik, Metlika, Ozalj et Dubovac, André Both fut le seul a envoyer de l'aide, avec 100 cavaliers.

### Famille
André est l'époux en premières noces de Margit Dóczi (fl. 1492), dont Katalin et Orsolya, et en secondes noces Anna Csáky (fl. 1504–1520), sœur de l'évêque Miklós Csáky (hu) et petite-fille du voïvode de Transylvanie János Rozgonyi (en).

Son neveu Ferenc Both est le beau-fils du vice-ban Boldizsár Batthyány par son épouse Agnes. 

Son nom et ceux des membres de sa famille (Anna, Andras, Katharina, Francisco, Stephan, Imre et Ambrus) apparaissent dans une indulgence (Ablassbrief (de)) à Venise datée du 5 septembre 1493, rendue par le frère Ioachinus Turrianus de l'Ordre Vénitien des Prêcheurs (Venetus ordinis praedicatorum).
André Both fut notamment seigneur de Csimaszombat, Krassóvár, Siklós, Nagysáp, Sárisáp, Sáros, Lábatlan (1502), Szent-Mihály et Kisigmánd. Il est avec son frère János Both de Bajna (†1493) propriétaires jusqu'en 1492 du château de Hrušov auquel sont attachés de nombreux fiefs, dont Zsikava, nom resté attaché à l'une des branches de la famille.